# Mein Kampf
Mein Kampf (tyskt uttal: [maɪn ˈkampf]; Min kamp) är en självbiografi och ett politiskt manifest av den österrikisk-tyske nazistledaren Adolf Hitler. Den består av två delar, Eine Abrechnung (En uppgörelse), som utgavs 1925, och Die Nationalsozialistische Bewegung (Den nationalsocialistiska rörelsen), som utgavs 1926. Hitler gav ursprungligen sitt verk titeln Viereinhalb Jahre (des Kampfes) gegen Lüge, Dummheit und Feigheit (Fyra och ett halvt års kamp mot lögner, dumhet och feghet), men Hitlers förläggare Max Amann kortade ner titeln. Hitler dikterade bokens första del för sin närmaste medarbetare Rudolf Hess medan han satt fängslad på Landsbergfängelset i Landsberg am Lech, efter den misslyckade ölkällarkuppen 1923.

## Innehåll

### Del 1:En uppgörelse
Den första delen är delvis en självbiografi. Adolf Hitler beskriver sin barndom och uppväxt, sina konstnärsdrömmar, tiden i Wien och sin uppfattning om hur Österrike skall kunna anslutas till Tyskland samt sina upplevelser under första världskriget och sin förtvivlan över det sätt på vilket kriget slutade för Tysklands vidkommande. Han skildrar även hur han kom i kontakt med det lilla parti i München, Tyska arbetarpartiet, som bestod av en handfull medlemmar, vilket han byggde upp till Nationalsocialistiska tyska arbetarpartiet. Insprängt i redogörelsen för sitt liv beskriver han de slutsatser han dragit; han tar upp "judefrågan", sitt förakt för "novemberförrädarna" och "Versaillestraktatet". Han beskriver hur han studerat andra politiska rörelser (exempelvis marxismen, socialdemokratin, de kristligt sociala och de nationella rörelserna) och därifrån hämtat inspiration och lärdomar till sin ideologi.

### Del 2:Den nationalsocialistiska rörelsen
Denna del är en mera formellt hållen politisk proklamation. Hitler utvecklar här sin syn på historien, statens roll kontra rasens och nationens (vari han menar det "ariska" tyska folket). Han ger även instruktioner om hur partiet och dess apparat skall organiseras och hur propaganda skall spridas, för att vinna politisk makt. Boken avslutas med hans vision av hur Tyskland bör organisera utrikespolitiken efter det att rörelsen vunnit makten i Tyskland.

## Antisemitism
I första delen av Mein Kampf fastställer Hitler en rashierarki. Överst befinner sig den kulturgrundande eller ariska rasen. Därefter återfinns de kulturbärande, men icke kulturgrundande, raserna. Längst ner står judarna, som Hitler benämner som "den kulturförstörande rasen".

## Förintelseplaner iMein Kampf?
Mein Kampf har spelat en viktig roll i debatten mellan intentionalister och funktionalister. De förra hänvisar till ett ställe där Hitler säger att om bara 12 000–15 000 judar hade gasats ihjäl i inledningen av första världskriget, "skulle offret av miljontals soldater inte ha varit förgäves." Hitler pekar även ut judarna som den stora fienden till det tyska folket. Judarna påstås ligga bakom en plan om världsherravälde som skall nås med hjälp av marxism och kapitalism. Detta tar intentionalisterna som intäkt för att han redan i detta närde en intention att utrota judarna när tillfälle och möjlighet gavs. Funktionalisterna påpekar att detta är långt ifrån det folkmord som senare ägde rum och att, även om Mein Kampf i högsta grad präglas av antisemitism, finns inga andra direkta referenser till mord på judar i den nära 700 sidor långa texten. Hitler nöjer sig här med ett 25-punktsprogram där han förordar upphävande av judarnas medborgarskap, fördrivande av östjudar som flyttat till Tyskland efter 1914, förbud mot judisk invandring, förbud mot judiskt ägande av tidningar och affärsrörelser och dylikt. Därtill rimmar en tidig plan för förintelsen illa med Heinrich Himmlers memorandum den 25 maj 1940, där han motsätter sig utrotning och rekommenderar fördrivning av judarna. Funktionalisterna menar att den slutgiltiga lösningen växte fram under lång tid och betingades av bland annat de tyska truppernas militära motgångar i Sovjetunionen i slutet av 1941 samt Japans anfall mot Pearl Harbor och USA:s inträde i kriget i december 1941.

## Uppföljare
Efter motgångarna i valet 1928 ville Hitler nå ut med sitt budskap effektivare. Därför dikterade han en ny bok, i vilken han främst koncentrerar sig på utrikespolitik. Han förutsåg att en slutlig krigsuppgörelse skulle äga rum omkring 1980 mellan USA och de förenade tyska och brittiska styrkorna. Boken kom dock aldrig att publiceras. Den trycktes i endast två exemplar och hölls hemlig under Tredje rikets tid. Ett av dem påträffades 1945 och dess autenticitet bekräftades av den nazistiske förläggaren Josef Berg samt av den amerikanske generalen Telford Taylor, som var rådgivare vid Nürnbergprocessen. Boken är känd som Zweites Buch och publicerades först 1961 som piratutgåva på engelska; den första auktoriserade engelska utgåvan utkom 2003, Hitler’s Second Book: The Unpublished Sequel to Mein Kampf. Den har också utgivits med titeln Hitler's Secret Book.

## Spridning
Vid andra världskrigets slut hade Mein Kampf utgivits i 10 miljoner exemplar i Tyskland, där den hade en status som påminner om Bibeln för de kristna. Alla nygifta, liksom varje rekryt, skänktes ett exemplar. Hitlers inkomster från boken uppgick till 7,6 miljoner riksmark (som jämförelse kan nämnas att en lärare i medeltal tjänade 4 800 mark per år).
De allierade överlät efter kriget upphovsrätten till  tyska delstaten Bayern som i sin tur förbjöd alla nytryck. Sedan årsskiftet 2015/2016 är Bayerns upphovsrätt utgången och i dag utkommer därför ”Mein Kampf” på nytt i Tyskland utgiven av Institutet för samtidshistoria i  München.
1. I Frankrike är försäljning tillåten endast ifråga om en vetenskaplig kommenterad utgåva.
2. I Nederländerna är försäljning förbjuden men innehav och utlåning tillåtet.
3. Mein Kampf har länge funnits tillgänglig på arabiska och en ny utgåva blev nummer sex på bestsellerlistan i Palestina.[3] Också i Turkiet blev den en bestseller med 100 000 exemplar sålda på ett par månader.[4]
4. I Sovjetunionen var Mein Kampf förbjuden men i Ryssland är efterfrågan stor och åtminstone tre upplagor har utkommit efter 1992. Den ryska versionen finns också tillgänglig på olika webbplatser.
5. I USA ges Mein Kampf ut årligen och det säljs omkring 15 000-25 000 exemplar varje år.[5]
6. I Kina är boken helt förbjuden.
7. I Israel är Mein Kampf tillåten och ges ut på hebreiska.[6]

## Svenska utgåvor
Mein Kampf kom 1934 för första gången ut i svensk översättning av Anders Quiding (del I) samt Sigvard Lind (del II) på Holger Schildts förlag med titeln Min kamp. År 1941 kom en nyöversättning av Nils Holmberg från den officiella, oavkortade tyska utgåvan, på Medéns förlag i Stockholm. 1970 gav Askild & Kärnekull ut Nils Holmbergs översättning i nyutgåva med en språklig bearbetning av Marianne Pihlgren, samt ett förord av Erwin Leiser. År 1992 gav Hägglunds ut Quidings och Linds översättning i nyutgåva med en inledning av Stig Jonasson, i samband med vilket det blev en kontrovers angående upphovsrätten (se vidare nedan). Ännu en nyupplaga, med nytt omslag och inledning av Stig-Björn Ljunggren, följde på Hägglunds förlag år 2002 samt åter igen 2010. 
Till skillnad från de tidiga utgåvorna är titeln på svenska sedan 1970 Mein Kampf. Det finns inga särskilda lagar som förbjuder boken från att lånas ut på bibliotek eller att säljas i bokhandeln.  
I Sverige ledde Bayerns upphovsrätt till en strid som slutade med att Högsta domstolen 1998 beslutade att den nya svenska upplagan från 1992 var legal.